# 佩察纳茨切特尼克

佩察納茨切特尼克的旗幟

佩察纳茨切特尼克是第二次世界大战期間的活躍於塞尔维亚军事指挥官区的一支切特尼克武裝。该部队支持塞爾維亞救國政府。不過德方依然认为佩察纳茨切特尼克无能、不可靠、没有利用价值。1942年9月至1943年3月间，德方和塞尔维亚救国政府決定解散佩察纳茨切特尼克。